# Systovi
Systovi était une entreprise française de fabrication de panneaux solaires pour l'habitat qui a fonctionné de 2008 à 2024.

## Historique
En janvier 2009, Pascal Janot, ingénieur Arts et Métiers, fonde Systovi en compagnie de deux anciens cadres de chez Vaillant,,.
En 2016 le groupe CETIH fait l'acquisition de la société,,,.
À la suite de l'IRA (Inflation Reduction Acte) en Août 2022, le marché américain se ferme aux panneaux PV chinois. Depuis l'été 2023, ils submergent le marché européen avec des prix en forte baisse. Systovi subit alors cette situation défavorable et annonce une forte diminution de ses ventes à partir de septembre 2023.
En 2023 Systovi compte 87 salariés et dégage un chiffre d'affaires de 23 millions d'euros.
En février 2024, CETIH annonce chercher un repreneur pour Systovi,,,.
En mars 2024 à l'annonce de ses difficultés, Systovi devient un symbole de la concurrence déloyale chinoise,. De très nombreux articles de presse et reportages (radio et télévision) relaient les difficultés de l'entreprise qui annonce la cessation de son activité en avril 2024,,,.
En avril 2024, Systovi annonce la cessation de son activité après son placement en liquidation judiciaire, faute d'avoir pu trouver un repreneur. Pour justifier cette cessation, la direction estime avoir été victime d'un « dumping chinois »,.

## Activité
Situé à Carquefou, en Loire-Atlantique, Systovi fabrique des panneaux solaires,. Sa gamme de produits se compose de panneaux photovoltaïques (production d'électricité), de panneaux aérothermiques (production de chaleur) et de panneaux aérovoltaïques (production hybride d'électricité et de chaleur),,.
L'entreprise commercialise également les accessoires permettant de connecter ses panneaux avec le système énergétique de la maison : raccordement au réseau électrique pour les panneaux solaires photovoltaïques et raccordement au système de ventilation mécanique pour les panneaux solaires aérothermiques.